# Hotell Moskva (Moskva)

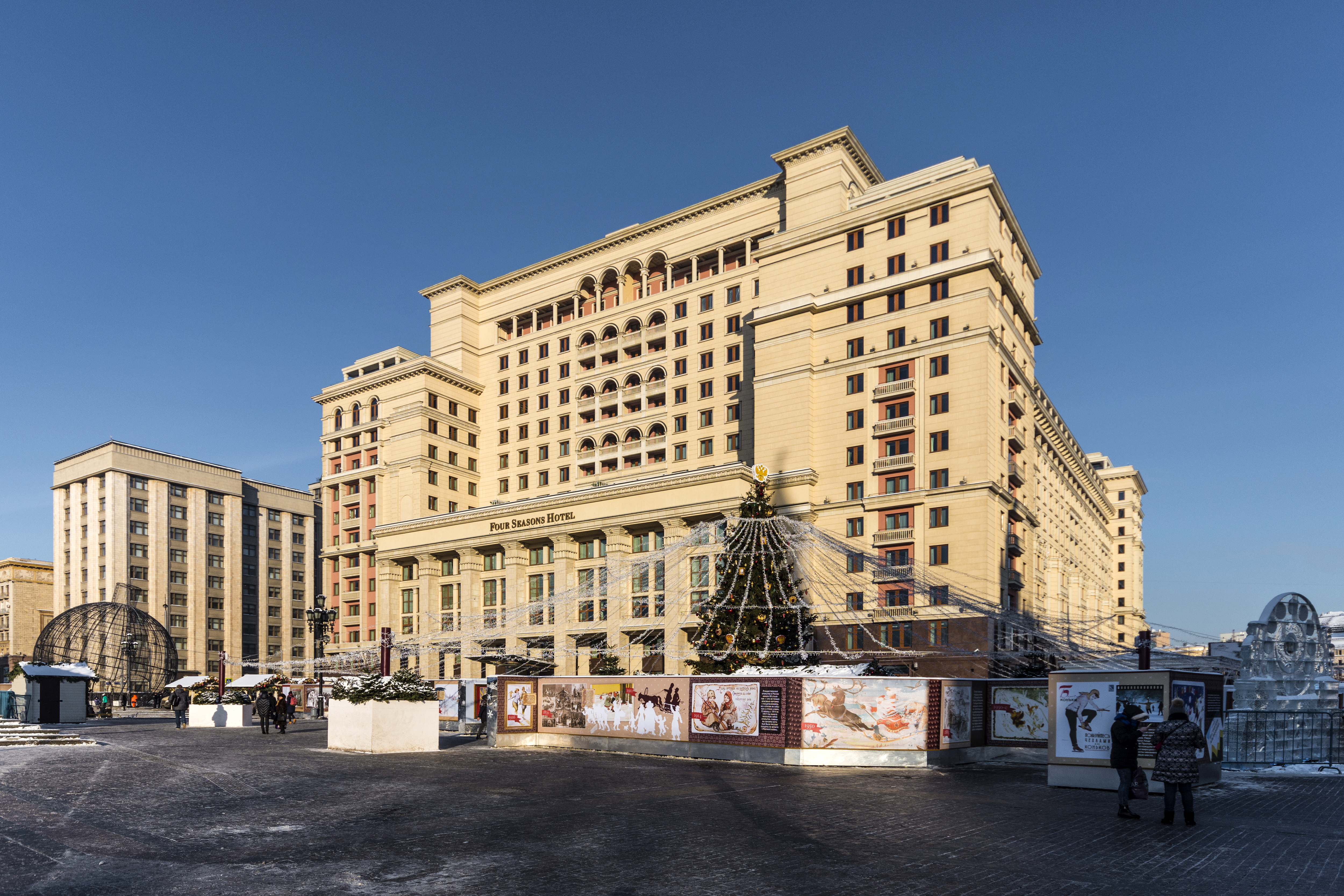
Det nya Hotell Moskva, år 2016.

Hotell Moskva (ryskt namn: Гости́ница «Москва́», Gostinitsa Moskva) är ett hotell i centrum av Moskva, vid Manegetorget som ligger alldeles intill Kreml och Röda torget. Hotellet byggdes ursprungligen på 1930-talet men revs 2004 för att ge plats åt en modernare hotellbyggnad som stod helt färdig 2012 och kopierar det ursprungliga hotellet så långt som möjligt, framförallt utvändigt.

## Det första hotellet
Det första Hotell Moskva ritades av Aleksej Sjtjusev och byggdes åren 1932-1938, det öppnades som hotell i december 1935. Det byggdes för att bli ett av Moskvas finaste hotell, praktfullt dekorerat med konstverk och mosaiker utförda av några av de mest framstående konstnärerna i Sovjetunionen.
Hotellets två flyglar var formgivna i olika stilar. En populär förklaring till detta (faktamässigt tveksam) är att Sjtjusev gjorde två förslag som Stalin skulle kunna välja mellan, men Stalin tittade inte så noga utan skrev bara sitt godkännande på båda ritningarna och man vågade inte göra annat än att bygga enligt båda designerna.
Etiketten på vodkan Stolitjnaja innehåller en bild av gamla Hotell Moskva.

## Det nya hotellet
Det gamla hotellet revs för att ge plats åt nya Hotell Moskva, som har ett underjordiskt garage och andra funktioner som inte fanns tillgängliga på 1930-talet. Vid byggandet har man följt Sjtjusevs ritningar så noga som möjligt. 2012 blev byggnaden färdig, och den del som innehåller shoppingcenter och kontor öppnade då. Hösten 2014 öppnas själva hotellet, som drivs som Four Seasons Hotel Moscow tillsammans med en lägenhetsavdelning.